# Piz Tiarms
Der Piz Tiarms ist ein 2917 m ü. M. hoher Berg in den Glarner Alpen auf der Grenze zwischen den Schweizer Kantonen Uri und Graubünden.
Der Berg liegt nördlich des Oberalppasses. Auf dem Gipfel stossen die Gebiete der Gemeinden Gurtnellen, Andermatt (Kanton Uri) und Tujetsch (Kanton Graubünden) aneinander. Der Gipfel ist vom Oberalppass her als Bergtour im Schwierigkeitsgrad T5 erreichbar.